# Kibati
Kibati ist eine Siedlung im Territorium Nyiragongo in der Provinz Nord-Kivu im Osten der Demokratischen Republik Kongo.

## Geographie
Kibati liegt etwa 12 Kilometer nördlich der Provinzhauptstadt Goma und direkt südöstlich des Vulkans Nyiragongo.

## Geschichte
Am 17. November 2012 rückten die Truppen der Bewegung 23. März (M23) nach Kibati vor und von dort aus weiter nach Goma. Am 6. Juli 2013 griffen in Kibati einige mit Blankwaffen bewaffnete Jugendliche Rebellen der M23 an.

## Verkehr
Die Nationalstraße 2 führt von Goma aus kommend in Südwest-Nordost-Richtung entlang der Siedlung. Die nächste nördlich gelegene Stadt ist Rutshuru.